# Kurt Keuerleber
Kurt Keuerleber (* 4. Dezember 1924; † 11. August 1999) war ein deutscher Fußballspieler, der in der Saison 1948/49 mit dem süddeutschen Oberligisten VfR Mannheim die deutsche Fußballmeisterschaft gewann. Der vorrangig als Mittelläufer im damals praktizierten WM-System aktive Defensivspieler absolvierte von 1947 bis 1959 für die Blau-Weiß-Roten vom Verein für Rasenspiele insgesamt 303 Spiele (vier Tore) in der erstklassigen Fußball-Oberliga Süd.

## Spielerkarriere

### Verein
Der 1,90 m großgewachsene Abwehrspieler kam vom kleinen TSV 46 Mannheim nach Ende des Zweiten Weltkriegs zur Elf vom Stadion an den Brauereien, zum VfR Mannheim. In der Endphase der Saison 1946/47 debütierte der „Korder“ gerufene Abwehrspieler bei den Rasenspielern in der Oberliga Süd. Am 6. Juli 1947 lief er zum ersten Mal im Heimspiel gegen Schwaben Augsburg in der Oberliga auf. Beim 1:0-Erfolg bildete er als rechter Außenläufer mit Philipp Rohr und Philipp Henninger die Läuferreihe des VfR. Danach folgten von 1947/48 bis 1956/57 zehn Runden durchgehend als Stammspieler auf der Mittelläuferposition, was im damaligen WM-System die Aufgabe des Abwehrchefs bedeutete, welcher den gegnerischen Mittelstürmer zu bewachen und gleichzeitig für die Organisation der Abwehr zu sorgen hatte. Er galt als „Modell eines englischen Stoppers, souveräner Strafraumbeherrscher und Turm in der Schlacht“. Nach dem zur Saison 1947/48 mit Rudolf de la Vigne, Hermann Jöckel und Jakob Müller drei Spieler aus dem ehemaligen POW Camp 133 in Kanada zum VfR gekommen waren, der weitere „Kanadier“ Philipp Henninger bereits seit dem Jahr 1946 wieder bei seinem Heimatverein aktiv war und sich der Mannheimer Keuerleber auf der Stopperrolle durch überzeugende Leistungen festgespielt hatte, waren mit dem Erreichen des achten Ranges in der 20er-Staffel – zwei Punkte Abstand zum fünften Tabellenrang – Fortschritte bei den Rasenspielern zu erkennen.
Da zur Saison 1948/49 auch noch mit Ernst Langlotz ein dribbelstarker und torgefährlicher Stürmer – ebenfalls ein ehemaliges Camp 133-Mitglied aus Kanada – zur VfR-Elf kam, trugen die konditionellen Grundlagen des neuen Trainers Hans „Bumbas“ Schmidt schnell Früchte und die Blau-Weiß-Roten erspielten sich die Vizemeisterschaft im Süden. Abwehrchef Keuerleber hatte alle 30 Ligaspiele absolviert und die Defensive hatte sich als Hauptgarant der Vizemeisterschaft erwiesen. Überlegener Südmeister wurde aber Kickers Offenbach; die Elf von Trainer Paul Oßwald führte die Tabelle mit elf Punkten Vorsprung an.
In der Endrunde um die deutsche Meisterschaft traf der Südvize am 12. Juni in Frankfurt am Main auf den Nordmeister Hamburger SV. Im HSV-Angriff agierten mit Manfred Krüger, Heinz Werner, Edmund Adamkiewicz, Herbert Wojtkowiak und Erich Ebeling anerkannte Oberligagrößen. Die von Keuerleber wie gewohnt souverän angeführte VfR-Abwehr, hielt die Norddeutschen aber in Schach und letztlich setzte sich der süddeutsche Vertreter überraschend deutlich mit 5:0 Toren durch. In der Zwischenrunde am 26. Juni trafen dann der Meister und Vizemeister aus dem Süden aufeinander. Die Offenbacher hatten aber zusätzlich ein Wiederholungsspiel am 19. Juni gegen Worms benötigt, um die Vorrunde erfolgreich zu überstehen. Vor 55.000 Zuschauern in der Schalker Glückauf-Kampfbahn stand bereits nach acht Minuten das Endergebnis fest: Mannheim schlug nach Toren von Ernst Löttke und de la Vigne den Südmeister mit 2:1 Toren. Wiederum war die VfR-Defensive der Rückhalt dieses Erfolges. Damit standen die blau-weiß-roten Mannheimer im Finale, welches am 10. Juli im Stuttgarter Neckarstadion gegen den Westmeister Borussia Dortmund ausgetragen wurde. Trainer „Bumbas“ Schmidt vertraute auch im dritten Endrundenspiel auf die gleiche Formation. Insbesondere in der Abwehr auf Mittelläufer Keuerleber und im Angriff auf die Spielkunst von „Bella“ de la Vigne. Vor 92.000 Zuschauern wurde das Endspiel in der Verlängerung mit dem Siegtor von Löttke zum 3:2 für Mannheim entschieden. Das Finale wurde bei tropischen Temperaturen ausgetragen und ging als legendäre „Hitzeschlacht“ in die Geschichte ein. Keuerleber und Kollegen hatten damit für den größten Erfolg des Mannheimer Fußballs gesorgt.
Als amtierender Deutscher Meister belegte der VfR Mannheim 1949/50 im Süden den vierten Rang. Das genügte zum erneuten Einzug in die Endrunde, da diese 1950 mit 16 Mannschaften ausgespielt wurde. Keuerleber hatte 29 von 30 Ligaspielen für die Rasenspieler bestritten. In der Endrunden-Vorrunde traf der VfR am 21. Mai im Gladbecker Stadion vor 38.000 Zuschauern auf den Westmeister Borussia Dortmund. Der Finalgegner aus der „Hitzeschlacht“ in Stuttgart sann auf Revanche und ging auch in der 32. Minute durch einen Treffer von Edmond Kasperski mit 1:0 in Führung. Zwei Tore von „Bella“ de la Vigne und ein Treffer von Sturmtank Ernst Löttke entschieden die Partie aber auch in diesem Zusammentreffen für die Elf aus der Kurpfalz. Im Zwischenrundenspiel am 4. Juni im Frankfurter Waldstadion vor 40.000 Zuschauern scheiterten die Rasenspieler nicht zuletzt am Können von Fritz Herkenrath, dem herausragenden Torhüter des Westvizemeisters Preußen Dellbrück. Die Kölner entschieden das Spiel mit 2:1.
In der Serie 1955/56 erlebte der „Stopper englischen Zuschnitts“ nochmals eine Runde mit seiner Mannschaft im Kampf um den Einzug in die Endrunde. Mittelstürmer Ernst-Otto Meyer holte sich mit 30 Treffern die Torjägerkrone im Süden und die Rasenspieler entschieden alle drei Spitzenspiele im heimischen Stadion gegen den Karlsruher SC (2:0), VfB Stuttgart (3:1) und Kickers Offenbach (7:2) für sich. Die vier Minuspunkte gegen die Überraschungsmannschaft Viktoria Aschaffenburg (1:2;1.2) verhinderten zumindest das Erreichen der Vizemeisterschaft und damit den Einzug in die Endrunde. Mit 36:24 Punkten rangierte man am Rundenende auf dem undankbaren dritten Tabellenplatz. Im Weltmeisterschaftsjahr 1957/58 fehlte er erstmals häufiger wegen Verletzungen, in der Serie 1958/59 konnte er lediglich das Spiel am 9. November 1958 gegen den FSV Frankfurt bestreiten. Danach wurde er 1959 nach insgesamt 303 Oberligaeinsätzen (vier Tore) zum Sportinvaliden erklärt und beendete seine Spielerlaufbahn.

### Auswahlmannschaft
Am 18. September 1949 vertrat der Mittelläufer Nordbaden im Wettbewerb des Länderpokals gegen die Auswahl von Pfalz/Rheinhessen (1:4), in deren Reihen die Brüder Fritz und Ottmar Walter stürmten. Im April 1950 nahm er an einem Lehrgang unter Bundestrainer Sepp Herberger teil. Zusammen mit Andreas Kupfer und Gunther Baumann bildete er am 11. November 1950 in Ludwigshafen beim Repräsentativspiel von Südwest gegen Süddeutschland (2:2) die Läuferreihe der Süd-Auswahl. Anfang Mai 1954 wurde er vom DFB in der 40er-Spielerliste an die FIFA vor der Fußball-Weltmeisterschaft 1954 in der Schweiz auf der Stopperposition mit Josef Posipal, Werner Liebrich, Gunther Baumann und Herbert Schäfer gemeldet.

## Trainerkarriere
Die ersten Trainererfahrungen sammelte Keuerleber 1959/60 bei den VfR-Amateuren, mit denen er den Aufstieg in die 2. Amateurliga Nordbaden erreichte. Er übte das Amt auch erfolgreich beim FV Weinheim in der 1. Amateurliga Nordbaden aus und war 1964/65 Trainer seines VfR in der damals zweitklassigen Fußball-Regionalliga Süd. Dabei übernahm er die Vertragsspielermannschaft kurz nach dem Jahreswechsel, zuvor war der vorherige Betreuer Hans Pilz entlassen worden.
Der Vater von Studentennationalspieler Walter Keuerleber (* 17. Dezember 1950) lebte im Stadtteil Lindenhof.